# Vrcovice
Vrcovice är en ort i Tjeckien.   Den ligger i regionen Södra Böhmen, i den centrala delen av landet, 80 km söder om huvudstaden Prag. Vrcovice ligger 413 meter över havet och antalet invånare är 117.
Terrängen runt Vrcovice är huvudsakligen platt, men söderut är den kuperad. Runt Vrcovice är det glesbefolkat, med 16 invånare per kvadratkilometer. Närmaste större samhälle är Písek, 4,4 km söder om Vrcovice. I omgivningarna runt Vrcovice växer i huvudsak blandskog.